# Fritz Schider
Friedrich Schieder dit Fritz Schider (Salzbourg, 13 février 1846 - Bâle, 15 mars 1907) est un artiste peintre, graveur et enseignant suisse d'origine autrichienne.

## Biographie
Fritz Schider est le fils d'un petit entrepreneur salzbourgeois. Celui-ci refuse que son fils suive une voie artistique et l'oblige à s'inscrire à l'université technique de Leoben (Bergakademie Leoben). Finalement, Fritz, poussé par son ami Hans Makart, entre en 1865 à l'Académie des beaux-arts de Vienne. En décembre 1866, il quitte son pays et reçut à la Königliche Kunstakademie München, où il reste jusqu'en 1873, ayant pour professeurs Sándor Wagner et Arthur von Ramberg. 
À Munich, Schider rejoint le cercle de Wilhelm Leibl. En plus de Leibl, Schider admirait également Theodor Alt et surtout les premières œuvres d'Albert von Keller. En 1873, Schider achève son tableau La Tour chinoise de Munich (Der chinesische Turm von München), qui est maintenant considéré comme l'une de ses œuvres principales. En 1876, Schider est contacté par la Gesellschaft für das Gute und Gemeinnützige (GGG), à Bâle, et y enseigne comme conférencier en arts plastiques. Il a entre autres pour élèves, Max Buri. Schider travaille pour Julius Kollmann (en) et l'aide à créer un cours d'anatomie plastique destiné aux artistes. Il conçoit un grand atlas d'anatomie intitulé Études anatomiques plastiques pour les académies, les écoles d'art et d'artisanat et pour l'auto-apprentissage (Plastisch-anatomische Studien für Akademien, Kunstgewerbeschulen und zum Selbstunterricht), qui est publié entre 1891 et 1894 chez E. A. Seemann. 
En 1877, Schider épouse Regina Sophie Karoline « Lina » Kirchdorffer (1854-1927), une nièce de son ami Wilhelm Leibl. Une peinture à l'huile représente son épouse, qui la montre en taille réelle assise dans un fauteuil dans le costume du Markgräflerland (conservée à la Residenzgalerie de Salzbourg).
En 1895, Schider est fait citoyen de Bâle. L'année suivante, il est nommé docteur honoris causa par la Faculté de médecine de l'université de Bâle pour ses travaux.
Il prend sa retraite en 1907 à la GGG et est remplacé par le peintre Albrecht Mayer (1875-1932).

## Œuvre
Les peintures de Schider comprennent des paysages, des scènes d'intérieurs, des natures mortes, des scènes de genre et des portraits. Ses tableaux peints sur le motif durant les années 1870 comptent parmi les réalisations les plus progressistes de la peinture munichoise de cette époque, exprimant un style proche de l'impressionnisme. Une fois installé à Bâle, l'artiste délaisse le médium peint pour privilégier le dessin technique, la gravure et l'illustration réaliste. Dans les années 1890, Schider entreprend plusieurs voyages en Italie et retrouve le style de ses années passées à Munich.

Œuvres de Schider
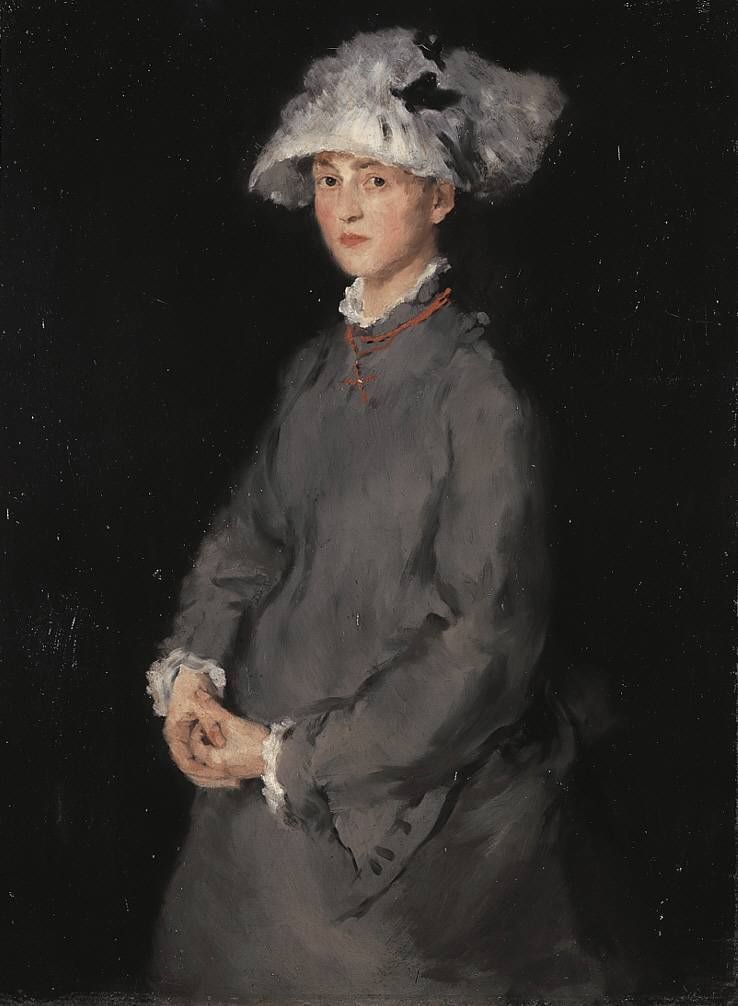
Lina Kirchdorffer (1871), Neue Pinakothek, Munich
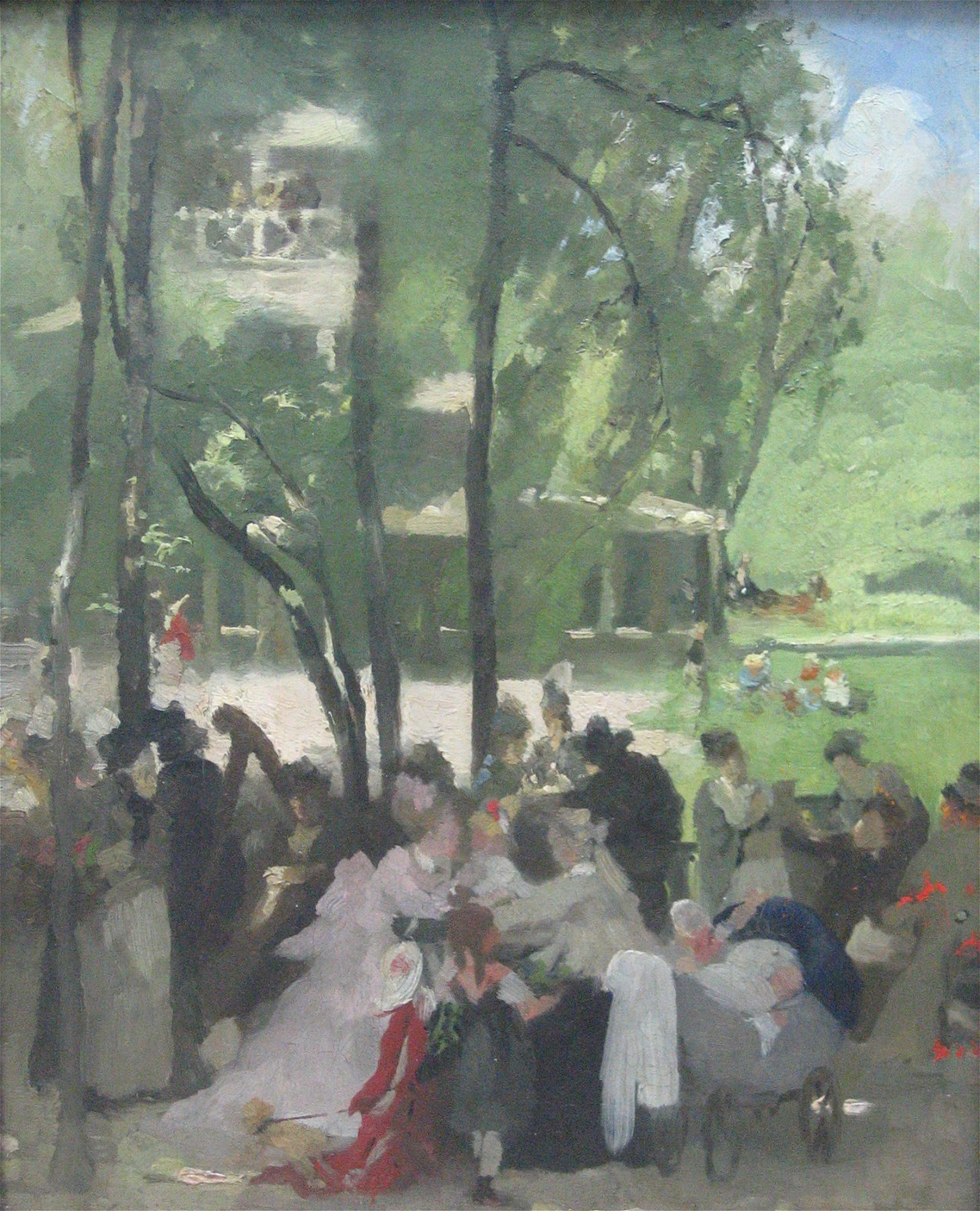
Der chinesische Turm in München (1873), Lenbachhaus, Munich
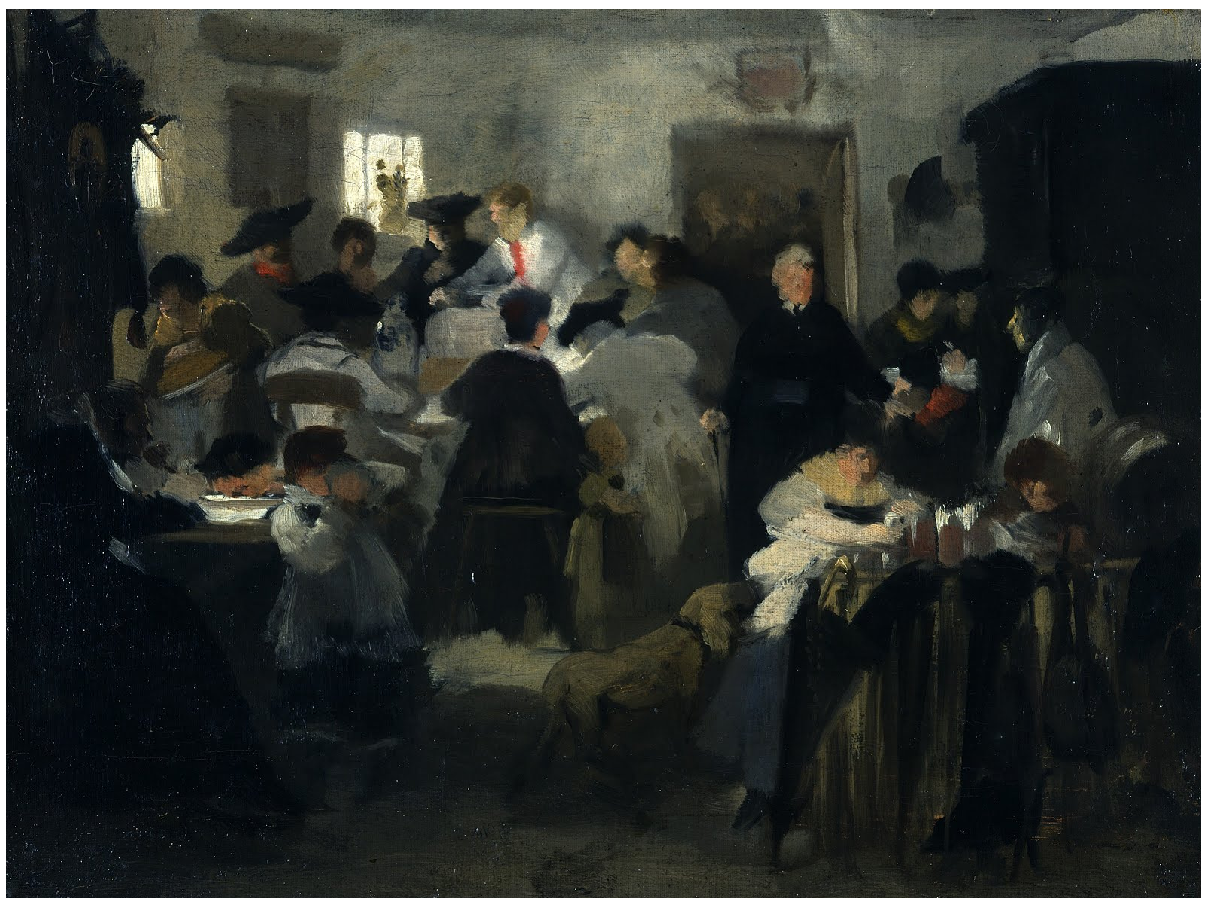
Christening (1874), Alte Nationalgalerie, Berlin